# Sverre
Sverre, mansnamn vanligt i Norge. Namnet kommer från det fornnordiska sverrir, som betyder "den som virvlar runt, bråkstake". Namnet Sverre förekommer även i Sverige, då ofta hos personer med anknytning till Norge. I Norge har Sverre namnsdag den 9 mars och i Sverige förekom namnet i almanackan 1986–1992 på den 2 januari, men har numera utgått ur almanackan.

## Kända personer med namnet Sverre
- Sverre Sigurdsson, kung av Norge 1177–1202
- Sverre Magnus, norsk prins
- Sverre Sjölander, svensk zoolog
- Sverre Fehn, norsk arkitekt
- Sverre Anker Ousdal, norsk skådespelare
- Sverre Patursson, färöisk författare
- Sverre Liliequist, svensk alpinist, friåkare